# Serafija Niekoop
Serafija Niekoop (1977) is een Surinaams een kunstenares en voormalig model. Ze vertegenwoordigde Suriname in 1999 tijdens de verkiezingen van Miss Universe in Trinidad en Tobago en is eigenaresse van Seiloni Art.

## Biografie
Nadat ze de Surinaamse selectieronde won, vertegenwoordigde Serafija Niekoop in 1999 haar land tijdens de verkiezingen van Miss Universe in Trinidad en Tobago. Hierna was Suriname 25 jaar lang niet aanwezig op deze schoonheidswedstrijd.
Ze is sinds 2009 in overheidsdienst bij achtereenvolgens drie verschillende ministeries. Aan de FHR School of Business studeerde ze van 2014 tot 2018 naast haar carrière International Business en Management en rondde deze af met een bachelorgraad in Ondernemerschap. Rond 2018 was ze als beleidsmedewerker bij het ministerie van Handel, Industrie en Toerisme betrokken bij de organisatie van de Surinaamse handelsmissie naar China.
Niekoop komt uit een ondernemersgezin en behoorde in 2010 al eens tot een selectie die doorstroomde naar de volgende fase van United Business Idols. Dit was een wedstrijd waarin kandidaten een bedrijfsidee omzetten naar een ondernemingsplan. In 2016 zette ze uiteindelijk de stap naar het ondernemerschap naast haar werk in loondienst. Ze startte Seiloni Art door creatieve producten te maken en verkopen, workshops te geven en ondernemers te coachen. Ze is al vanaf jonge leeftijd creatief bezig. Als kind tekende ze en later beschilderde ze T-shirts. Als ondernemer bedrukt ze ook textiel, zoals tassen en kussens, maakt ze sieraden, keramiek en aquarellen, en doet ze aan wire-wrapping (draadjesvlechten) en edelsmeedkunst. De verkopen doet ze onder meer via social media en het Surinaams-Nederlandse platform Zip & Zo.
Tijdens de coronacrisis kwam haar bedrijf een tijd stil te liggen. Om haar creativiteit verder te ontwikkelen volgde ze een cursus metaalbewerking bij Atelier Doré (Henk en Judith Uiterloo) en sinds september 2023 een kunstopleiding aan de Soeki Irodikromo Volksacademie, waar ze nieuwe technieken leerde zoals batikken met bijenwas.